# Новокучерлинский сельсовет
Новокучерлинский сельсовет — упразднённое сельское поселение в Туркменском районе Ставропольского края России.
Административный центр — посёлок Ясный.

## История
Решением  Ставропольского крайисполкома от 19 декабря 1973 года № 928 образован Новокучерлинский сельсовет с центром в посёлке Ясный (фактически начал функционировать 13 февраля 1974 года).
Статус и границы сельского поселения установлены в 2004 году Законом Ставропольского края.
16 марта 2020 года все муниципальные образования Туркменского района были упразднены и включены в Туркменский муниципальный округ.

## Население
| 1989  | 2002  | 2010  | 2011  | 2012  | 2013  | 2014  |
| ----- | ----- | ----- | ----- | ----- | ----- | ----- |
| 1508  | ↘1223 | ↘1176 | ↘1174 | ↘1146 | ↘1124 | ↘1071 |
| 2015  | 2016  | 2017  | 2018  | 2019  | 2020  |       |
| ↘1056 | ↗1069 | →1069 | ↘1060 | ↘1047 | ↗1057 |       |

## Состав сельского поселения
| № | Населённый пункт | Тип населённого пункта          | Население |
| - | ---------------- | ------------------------------- | --------- |
| 1 | Новокучерлинский | посёлок                         | ↘100      |
| 2 | Ясный            | посёлок, административный центр | ↘1000     |